# Heiner Koch
Dr. Heiner Koch (* 13. června 1954 Düsseldorf) je německý římskokatolický kněz, od 18. ledna 2013 sídelní biskup drážďanské-míšeňské diecéze a od 8. června 2015 třetí arcibiskup berlínský.

## Život

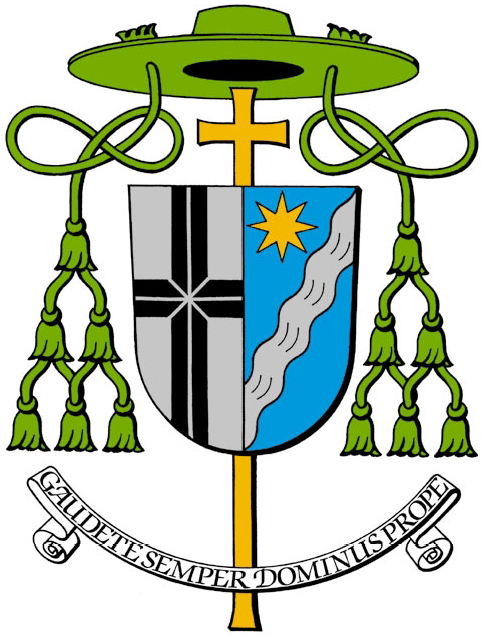
Biskupský znak Heinera Kocha

Düsseldorfský rodák vystudoval filosofii a teologii na Teologické fakultě univerzity v Bonnu. Na kněze byl vysvěcen 13. června 1980 v Kolíně nad Rýnem. Poté působil v úřadě místofaráře ve farnosti sv. Martina v Kaarstu v letech 1980-1983. Dále byl v letech 1983-1985 kaplanem pro mládež v děkanátu Neuss. V letech 1984-1989 působil v univerzitní duchovní správě v Düsseldorfu. V této doby byl zároveň kaplanem ve farnosti sv. Pavla v Düsseldorfu a v téže době získal také i doktorát z teologie.
Byl jmenován rektorem kostela Nanebevzetí Panny Marie v Kolíně nad Rýnem v roce 1989. V Kolíně nad Rýnem byl pak v roce 1992 jmenováno ředitelem pastoračního centra arcibiskupské kurie. V roce 1996 jej papež vyznamenal titulem čestného papežského preláta a v roce 1998 byl jmenován kanovníkem metropolitní kapituly v Kolíně nad Rýnem.
Roku 2002 byl jmenován generálním pro-vikářem a generálním sekretářem organizační komise pro XX. světové setkání mládeže v Kolíně nad Rýnem. Dne 17. března 2006 byl jmenován titulárním biskupem z Ros Cré a pomocným biskupem v Kolíně nad Rýnem. Na biskupa byl vysvěcen 7. května 2006.
Dne 18. ledna 2013 byl papežem Benediktem XVI. jmenován diecézním biskupem pro diecézi drážďansko-míšeňskou. Do úřadu byl uveden 16. března 2013.
Dne 8. června 2015 jej papež František ustanovil arcibiskupem Berlína.